# Треместьери-Этнео
Треместьери-Этнео (итал. Tremestieri Etneo) — коммуна в Италии, располагается в регионе Сицилия, подчиняется административному центру Катания.
Население составляет 21 362 человека, плотность населения составляет 3361 чел./км². Занимает площадь 6 км². Почтовый индекс — 95030. Телефонный код — 095.
Покровительницей коммуны почитается святая Варвара. Праздник ежегодно празднуется 4 декабря.